# Gresten-Land
Gresten-Land è un comune austriaco di 1 538 abitanti nel distretto di Scheibbs, in Bassa Austria. È stato istituito nel 1968 con la fusione dei comuni soppressi di Oberamt, Unteramt e Schadneramt; capoluogo comunale è Schadneramt.